# Опівнічне сонце (фільм)
Опівнічне сонце (англ. Midnight Sun) — канадсько-італійський пригодницький драматичний фільм 2014 року.

## Сюжет
15-річний підліток Люк залишається віч-на-віч з суворою полярною природою. Він прагне возз'єднати знайденого ним ведмедика з його матір'ю на півночі Канади.

## У ролях
- Дакота Гойо — Люк
- Горан Вішніч — Муктук
- Бріджет Мойнеген — мати Люка
- Кендра Тіммінс — Ейбл
- Расселл Єн — доктор
- Двейн Мюррей — Джейк Мардоч